# Chetonikowate
Chetonikowate, ustnikowate, szczeciozębowate , szczeciozęby, ryby motyle (Chaetodontidae) – rodzina morskich ryb okoniokształtnych (Perciformes). Niektóre gatunki spotykane są w hodowlach akwariowych.

## Zasięg występowania
Ciepłe wody oceaniczne. Większość występuje w zachodniej części Oceanu Spokojnego, w Oceanie Indyjskim i Morzu Czerwonym.

## Cechy charakterystyczne
Ciało mocno bocznie spłaszczone, niemal okrągłe w obrysie. Otwór gębowy mały, wysunięty, z drobnymi szczotkowatymi zębami, stąd nazwa szczeciozęby. Duże oczy z ciemną obwódką. Większość gatunków jest intensywnie ubarwiona, a różnorodność wzorów jest porównywalna do ubarwienia motyli, co przyczyniło się do potocznej nazwy ryby motyle. U wielu gatunków występuje motyw fałszywego oka - wzoru na skórze imitującego oko. Przypuszczalnie ten wzór - położony najczęściej w tylnej części ciała -  ma dezorientować napastnika, co do kierunku spodziewanej ucieczki.

## Tryb życia
Chetonikowate są związane ze środowiskiem raf koralowych. Przebywają zwykle pojedynczo, czasem w parach, rzadziej w większych grupach. Zjadają polipy lub czułki jamochłonów i wieloszczetów.

## Klasyfikacja
Rodzaje zaliczane do tej rodziny:

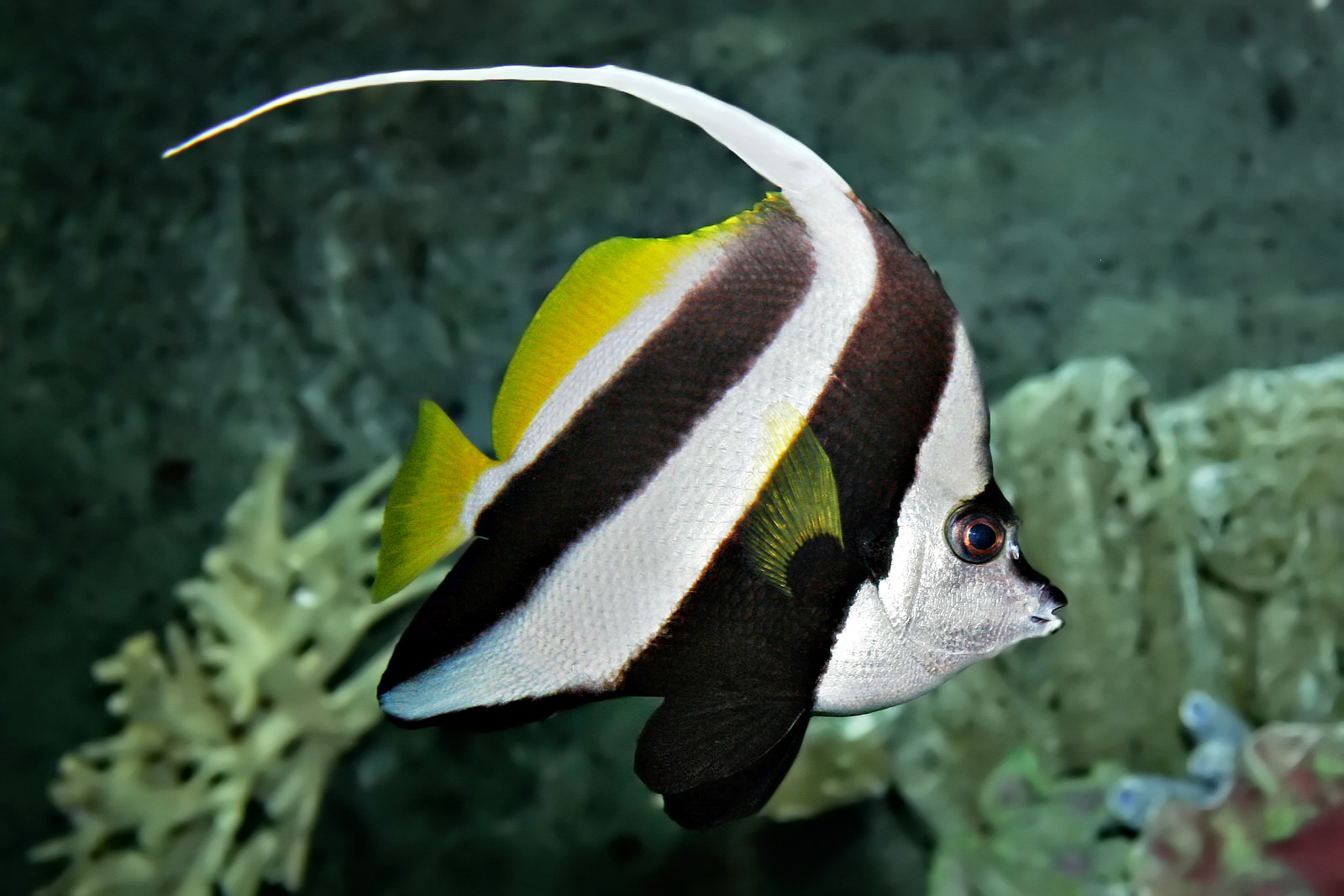
Heniochus acuminatus

Amphichaetodon — Chaetodon — Chelmon — Chelmonops — Coradion — Forcipiger — Hemitaurichthys — Heniochus — Johnrandallia — Parachaetodon — Prognathodes — Roa

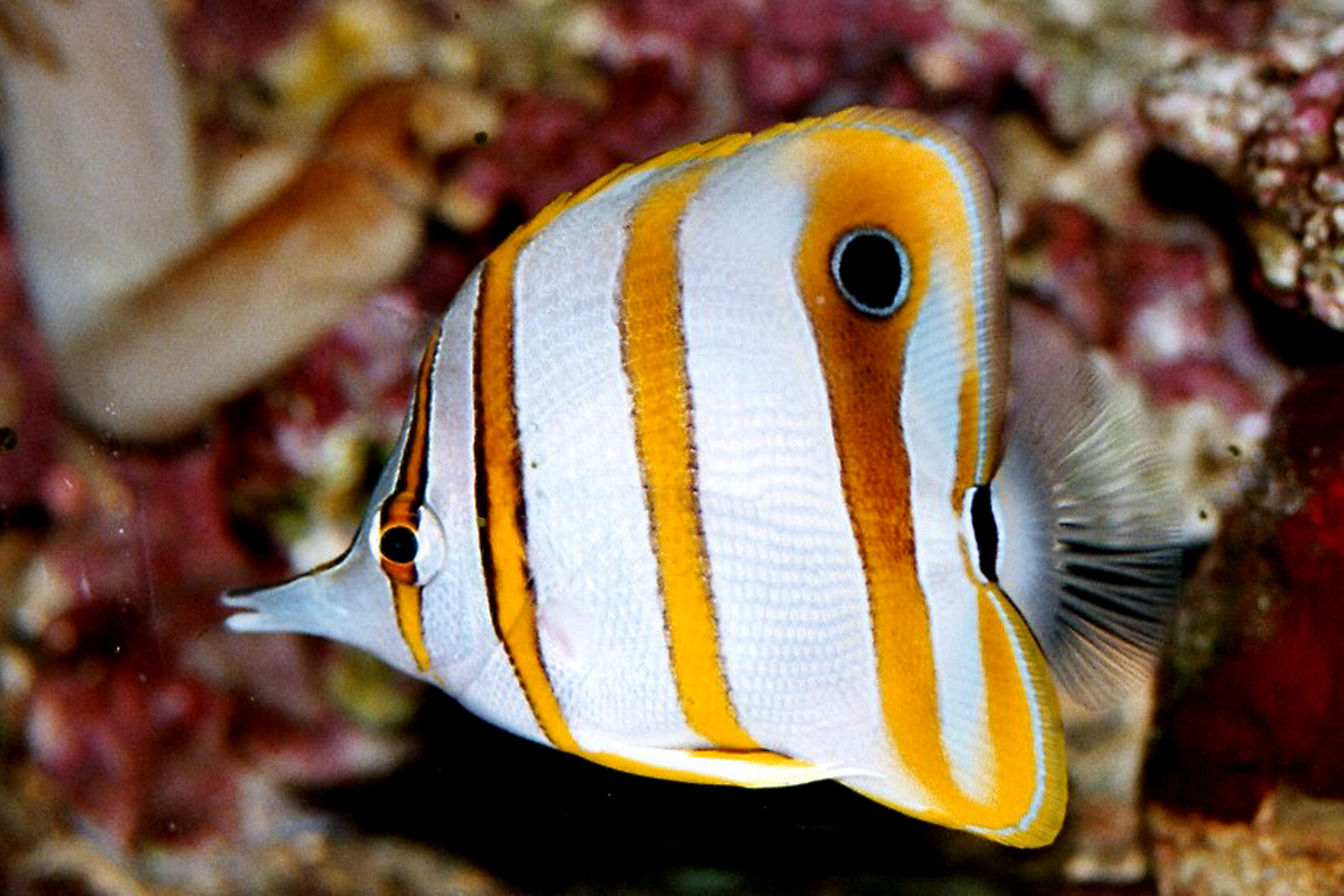
Chelmon rostratus